# Шрайбер, Вальтер
Вальтер Карл Рудольф Шрайбер (иногда Шрейбер, нем. Walther Carl Rudolf Schreiber; 10 июня 1884[…], Пустлебен — 30 июня 1958[…], Западный Берлин) — немецкий политик. Будучи членом либеральной Немецкой демократической партии, в 1925—1932 годах занимал пост министра торговли Пруссии. В 1953—1954 годах Шрайбер в течение 15 месяцев занимал пост правящего бургомистра Берлина.

## Биография
Сын владельца дворянского поместья, Вальтер Шрайбер учился в веймарской гимназии. Изучал юриспруденцию и общественно-политические науки в Мюнхене, Галле, Берлине и Гренобле. В 1911—1925 годах работал адвокатом и нотариусом в Галле. Участвовал в Первой мировой войне офицером-добровольцем, в ноябре 1918 года был избран в солдатский совет при высшем командовании. В 1919 году был избран в прусский ландтаг от Немецкой демократической партии.
После Второй мировой войны Шрайбер придерживался христианско-демократических взглядов и стал соучредителем Христианско-демократического союза Германии в Берлине и Советской зоне оккупации Германии. На выборах в Берлинское законодательное собрание 1950 года возглавил избирательный список партии и по результатам выборов выдвинул свою кандидатуру на пост правящего бургомистра, но при равенстве голосов с действующим правящим бургомистром Эрнстом Рейтером снял свою кандидатуру с выборов в пользу своего соперника. После смерти Рейтера 29 сентября 1953 года коалиция в правительстве распалась, и Шрайбер получил должность правящего бургомистра. После выборов 1954 года на пост правящего бургомистра был избран социал-демократ Отто Зур.
Имя Вальтера Шрайбера носит площадь в Берлине и одноимённая станция Берлинского метрополитена.